# Kurt Lisso
Ernst Kurt Lisso (7 de marzo de 1892-18 de abril de 1945) fue un abogado y político nacionalsocialista alemán. Obtuvo fama a nivel internacional gracias a las fotografías tomadas de su cadáver tras su suicidio poco antes del fin de la Segunda Guerra Mundial.

## Biografía

### Carrera
Nacido el 7 de marzo de 1892 en Großbadegast, Anhalt-Bitterfeld (Sajonia-Anhalt, Alemania), Lisso estudió derecho en la Universidad de Leipzig hasta 1914, participando de 1916 a 1918 en la Primera Guerra Mundial como comandante de compañía. En 1922 obtuvo un doctorado con el tema Die Entwicklung des Jugendstrafrechts in Deutschland (El desarrollo del derecho penal juvenil en Alemania), ejerciendo posteriormente como abogado en Leipzig. Miembro del Partido Nazi desde 1932, en diciembre de 1933 fue nombrado concejal del ayuntamiento y jefe de la oficina de personal de la ciudad, convirtiéndose en uno de los factores clave en el impulso y aplicación de políticas de carácter antisemita. Confidente del entonces alcalde de Leipzig Alfred Freyberg, Lisso asumió el cargo de teniente de alcalde y tesorero.

### Suicidio

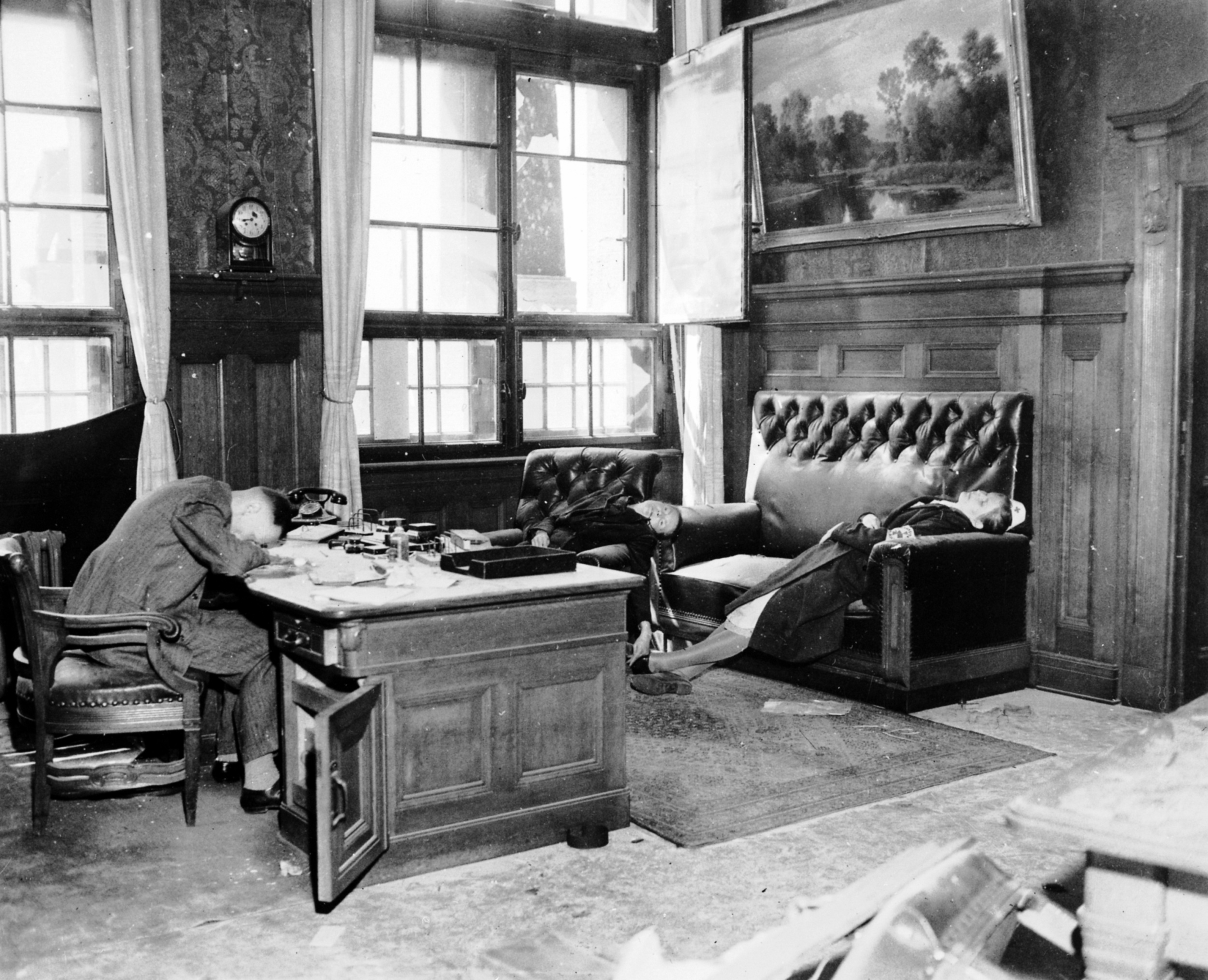
Los cadáveres de Lisso, su esposa Renate y su hija Regina en el edificio del Nuevo Ayuntamiento de Leipzig (20 de abril de 1945).

El 18 de abril de 1945, tras la llegada a Leipzig de la 69.ª División de Infantería del Ejército de los Estados Unidos, Lisso se comprometió junto con su esposa Renate (nacida el 12 de abril de 1895) y su hija Regina (nacida el 24 de mayo de 1924) a suicidarse mediante la ingesta de ampollas de cianuro en una de las habitaciones del edificio del Nuevo Ayuntamiento (Neues Rathaus). Lee Miller, Margaret Bourke-White, Robert Capa y J. Malan Heslop, reporteros fotográficos y miembros del Ejército de los Estados Unidos, tomaron instantáneas de los cadáveres, los cuales llegarían a ser ocasionalmente confundidos con los de Freyberg, su esposa e hija, quienes se suicidaron con cianuro en una habitación contigua el mismo día, no existiendo fotografías de los mismos. Las imágenes captadas el 20 de abril por Bourke-White fueron publicadas en la revista Life, gracias a lo cual se volvieron mundialmente famosas, siendo a menudo mostradas como ejemplo de los suicidios colectivos llevados a cabo en 1945 en la Alemania nazi.
El cuerpo de Lisso fue hallado sentado en una silla y desplomado sobre un escritorio, rodeado de varios documentos oficiales, entre los que figuraba su tarjeta de miembro del NSDAP (el cadáver fue manipulado por al menos uno de los fotógrafos durante la toma de imágenes, motivo por el que en varias instantáneas la mitad superior del cuerpo aparece apoyado en el borde de la mesa en vez de estar directamente sobre ella, como originalmente se encontró el cadáver). Por su parte, los cuerpos de su mujer e hija (esta última portaba una cofia y un brazalete de la DRK) fueron encontrados recostados respectivamente en un sillón y un sofá, frente al escritorio.
Según la versión oficial del 777.º Batallón de Destructores de Tanques, pese a que estaba previsto asaltar el edificio el 18 de abril, el mismo pasó desapercibido y los cuerpos no fueron descubiertos hasta el día siguiente debido al empleo de mapas obsoletos por parte del ejército estadounidense. Los tanques abrieron fuego desde las 7:30 hasta las 9:10 horas del 19 de abril, cuando un oficial alemán capturado llevó un ultimátum de rendición, el cual fue aceptado por el comandante del Nuevo Ayuntamiento a las 9:30. Tras la captura de un general de división, 175 hombres alistados y 13 policías de la Gestapo, el ejército estadounidense izó la bandera americana sobre el edificio hacia las 12:00 horas. Además de los cadáveres de Lisso, Freyberg y sus respectivas esposas e hijas, también se encontró el cuerpo sin vida del exalcalde y comandante Kurt Walter Doenicke (el cual apareció junto a un lienzo rasgado de Hitler) así como los cadáveres de varios oficiales miembros del Volkssturm.